# Pok Fu Lam Reservoir
Pok Fu Lam Reservoir (kinesiska: 薄扶林水塘) är en reservoar i Hongkong (Kina). Den ligger i den centrala delen av Hongkong. Pok Fu Lam Reservoir ligger 157 meter över havet.